# Columbia Mountains
Columbia Mountains är en bergskedja i Kanada.   Den ligger i provinsen British Columbia, i den centrala delen av landet, 3 200 km väster om huvudstaden Ottawa.
Columbia Mountains sträcker sig 57 km i nord-sydlig riktning. Den högsta punkten är 3 009 meter över havet.
Topografiskt ingår följande toppar i Columbia Mountains:
- Albert Peak
- Campion Peak
- Cassiope Peak
- Charity Peak
- Comaplix Mountain
- Faith Peak
- Fortitude Mountain
- Fulgurite Peak
- Ghost Peak
- Greydike Peak
- Hope Peak
- Justice Mountain
- McCrae Peak
- Mount Cartier
- Mount Darling
- Mount Ernest
- Mount Kenneth
- Mount Llewelyn
- Mount Mackenzie
- Mount MacKinlay
- Mount McDonnell
- Mount McKinnon
- Mount Sproat
- North Albert Peak
- Patience Mountain
- Primrose Peak
- Prudence Peak
- Twin Butte
- Virtue Mountain

Trakten runt Columbia Mountains består i huvudsak av gräsmarker. Trakten runt Columbia Mountains är nära nog obefolkad, med mindre än två invånare per kvadratkilometer.